# Kung Fu Panda 4
Série Kung Fu Panda
Kung Fu Panda 3
(2016) Kung Fu Panda 5
(2027)
Pour plus de détails, voir Fiche technique et Distribution.
Kung Fu Panda 4 est un film d'animation réalisé par Stephanie Stine et Mike Mitchell sorti en 2024. Quatrième opus de la franchise Kung Fu Panda, il fait suite à Kung Fu Panda 3.
À sa sortie, le film se classe rapidement en tête du box-office et obtient de bonnes critiques. Il amasse, lors de sa première semaine d'exploitation, plus de 503 millions de dollars de recettes mondiales,,,.

## Synopsis
Po continue d’accomplir des actes héroïques tout en aidant son père adoptif Ping, et son père biologique Li Shan, à ouvrir leur nouveau restaurant alors que les Cinq Cyclones sont partis pour que chacun puisse accomplir sa mission. Pendant ce temps, Maître Shifu arrive pour dire à Po qu'il doit avancer et devenir le nouveau guide spirituel de la Vallée de la Paix, ce qui signifie qu'il ne peut plus être le Guerrier Dragon et qu'il doit trouver un successeur approprié pour prendre sa place.
Po a du mal à choisir le bon candidat, mais attrape ensuite une bandit renarde nommée Zhen essayant de voler des reliques anciennes dans le palais de jade. Il l'envoie en prison, mais apprend bientôt que Tai Lung est revenu mystérieusement et a détruit tout un village. Po interroge Zhen qui lui révèle que le Tai Lung qui a attaqué le village est en fait la Caméléone, une puissante sorcière métamorphe qui peut prendre la forme de n'importe qui. Po décide de libérer Zhen pour qu’elle le guide vers Juniper City afin d'arrêter la Caméléone, malgré les ordres de Shifu. Ping et Li Shan, qui s'inquiètent pour leur fils, les suivent la nuit suivante.
Une fois arrivés à Juniper City, ils sont arrêtés et finissent par s'échapper et se cacher dans la Tanière des voleurs. Là, Zhen retrouve une bande de voleurs avec lesquels elle a vécu durant son enfance. De là, Po et Zhen se faufilent dans la forteresse de la Caméléone. Po est capturé, mais Zhen ne l'aide pas et prend le sceptre de Po à la place. Elle lui révèle qu’elle a travaillé pour la  Caméléone en tant qu'apprentie et qu’elle essayait de gagner la confiance de Po depuis le début afin de remettre son sceptre à la Caméléone. Ce sceptre permettrait d'utiliser le pouvoir de Po qui peut créer des portails vers le royaume des esprits. La Caméléone compte utiliser le bâton pour invoquer tous les maîtres du kung fu y compris des méchants comme Tai Lung, le Seigneur Shen et le général Kai ; pour ensuite voler leurs techniques.
Po réussit à s’échapper et retrouve ses pères. Il leur avoue qu'il a peur de perdre son statut de Guerrier Dragon et qu'il a agi de manière imprudente parce qu'il était incapable d'accepter ce changement dans sa vie. Ping explique que même lui doit changer le menu du restaurant de temps en temps parce que "si on prend les mêmes choses, elles finiraient par perdre leur saveur", l'encourageant à arrêter la Caméléone.
Il retrouve plus tard Zhen pleine de remords, qui tente de l'empêcher d’affronter à nouveau la Caméléone, car elle est sûre qu'il ne survivrait pas à cela, ce qui conduit à un combat entre Po et Zhen. Comme elle se rend compte qu'elle ne peut pas le faire changer d'avis, elle demande l’aide des voleurs pour vaincre la Caméléone. Alors que les voleurs combattent l'armée de lézards de la Caméléone, Po s’apprête à combattre la Caméléone mais celle-ci lui rend son sceptre, n'en n’ayant plus besoin après s’être emparée de toutes les techniques et se sert de ses différentes formes pour combattre Po. Zhen intervient, mais la Caméléone se transforme en chimère de plusieurs des maîtres, et le trio se bat. La Caméléone se transforme ensuite en une reproduction de Po, combat Po et finit par l'enfermer dans une cage. Mettant sa confiance en Zhen, Po lui donne le sceptre de la sagesse, avec lequel elle produit un puissant sort de kung-fu que Po lui avait appris une fois pour contrer la Caméléone. Po, qui faisait seulement semblant d'être pris au piège, bat la Caméléone en utilisant le bâton et rend toutes les compétences de kung-fu volées à leurs propriétaires, qui retournent dans le royaume des esprits. Tai Lung emmène la Caméléone avec eux pour se racheter.
Dans la Vallée de la Paix, Zhen s’apprête à retourner en prison mais Po décide de la choisir comme son successeur, au grand dam de Shifu. Confiants dans ce choix, Po et les Cinq Cyclones aident à former Zhen pour devenir le prochain guerrier dragon.

## Fiche technique
Sauf indication contraire, les informations mentionnées dans cette section peuvent être confirmées par la base de données cinématographiques IMDb,  présente dans la section « Liens externes ».
- Titre original : Kung Fu Panda 4
- Réalisation : Stéphanie Stine et Mike Mitchell
- Scénario : Jonathan Aibel et Glenn Berger
- Musique : Hans Zimmer et Steve Mazzaro
- Direction artistique :
- Production : Rebecca Huntley
- Sociétés de production : DreamWorks Animation et Oriental DreamWorks
- Société de distribution : Universal Pictures
- Format : couleur - 2,39 : 1 - 65 mm - son Dolby Digital
- Pays de production :  États-Unis et  Chine
- Genre : animation, action, arts martiaux, comédie
- Langue originale : anglais
- Durée : 93 minutes
- Dates de sortie :
  - États-Unis : 8 mars 2024
  - Belgique : 6 mars 2024
  - France : 27 mars 2024

## Distribution

### Voix originales
- Jack Black : Maître Po Ping Shan
- Awkwafina : Zhen
- Viola Davis : la Caméléone
- Ke Huy Quan : Han
- Dustin Hoffman : Maître Shifu Sweng
- Bryan Cranston : Li Shan
- Ian McShane : Taï Lung
- James Hong : San Ping
- Ronny Chieng : Capitaine Fish
- Lori Tan Chinn : Mémé sanglier
- Seth Rogen : Maitre Mantis
- Jackie Chan : Maitre Monkey

### Voix françaises
- Manu Payet : Maître Po Ping[5]
- Pierre Arditi : Maître Shifu Sweng[5]
- Olivia Dalric : Zhen
- Virginie Emane : la caméléone[6],[7],[8]
- Emmanuel Jacomy : Li Shan
- Jean-Loup Horwitz : Han
- Franck Lorrain : le capitaine Fish
- Blanche Ravalec : Mémé Sanglier
- Pascal Casanova : l'ours mafieux
- Grégory Quidel : le loup mafieux et le crocodile cracheur de feu
- Xavier Couleau : le blaireau mafieux
- Christian De Smet : M. Ping
- Serge Biavan : Taï Lung

### Voix québécoises
- Hugolin Chevrette : Maître Po Ping
- Pascale Montreuil : Zhen
- Johanne Garneau : Le Caméléonne
- François Sassevile : Han
- Guy Nadon : Maître Shifu Sweng
- Frédéric Desager : Li Shan
- Pierre Chagnon : Taï Lung
- Thiéry Dubé : San Ping
- Dominique Quesnel : Grand-mère Sanglier
- Jean-François Beaupré : Fish (&Chip)

## Production

### Développement
En décembre 2010, Jeffrey Katzenberg — PDG de DreamWorks Animation — confirme officiellement que la franchise Kung Fu Panda pourrait connaitre trois autres opus après Kung Fu Panda 3. En 2016, Collider interroge les réalisateurs du 3e volet sur la possibilité d'un quatrième film. Jennifer Yuh Nelson répond : « C'est un à la fois. Nous voulons en faire un bijou parfait, et ensuite nous verrons ce qui se passera après cela ». Le coréalisateur Alessandro Carloni ajoute « Avec les suites, nous ne voulons pas essayer de les faire sentir ouvertes. Nous voulons que cela ressemble à un voyage terminé, et nous pensons que ce film le fait. Et puis, si une histoire fantastique se présente, c'est génial ». En août 2018, lorsqu'on l'a interrogée sur Kung Fu Panda 4, Jennifer Yuh Nelson déclare qu'elle n'en sait plus mais qu'elle avait toujours vu la série comme une trilogie. Elle se dit cependant ouverte à l'idée d'un quatrième épisode, tant que l'accent restait mis sur Po.
En août 2022, DreamWorks Animation annonce officiellement que Kung Fu Panda 4 est en production et devrait sortir le 8 mars 2024,.
En avril 2023, lors de la CinemaCon, il est annoncé que Mike Mitchell réalisera le film, avec Stephanie Ma Stine comme coréalisatrice et Rebecca Huntley en tant que productrice. L'acteur Jack Black révèle une partie de l'intrigue : Po essayant de trouver un nouveau guerrier dragon dans un renard nommé Zhen, fait face à un nouveau méchant, un caméléon pouvant ramener à la vie des méchants décédés comme Tai Lung.
En décembre 2023, Awkwafina, Viola Davis ou encore Ke Huy Quan sont annoncés comme comédiens de doublage, jouant respectivement Zhen, Chameleon et Han. Il a également été annoncé que Dustin Hoffman, Ian McShane, Bryan Cranston et James Hong reprendraient leurs rôles des films précédents.
Le réalisateur Mike Mitchell a annoncé que les Maîtres Tigresse, Singe, Grue, Mante et Vipère, connus ensemble sous le nom des Cinq Cyclones, feront une apparition dans le film et qu'ils sont « partis pour leurs propres missions individuelles », la productrice Rebecca Huntley confirmant qu'il y aura « un aperçu des Cinq Cyclones ».

### Musique
En décembre 2023, Hans Zimmer et Steve Mazzaro, dont le premier a également composé pour les trois premiers films, sont annoncés pour composer la musique du film. Une reprise de Baby One More Time par Tenacious D figure dans le générique de fin.
L'album est sorti le 8 mars 2024, en même temps que la sortie du film, par Back Lot Music. Cet album comprenait également le single Attention d'Omah Lay[réf. nécessaire]

## Sortie et accueil

### Critique
Sur le site agrégateur de critiques Rotten Tomatoes, le film obtient un score de 72 % d’avis positifs, sur la base de 141 critiques collectées. Le consensus du site indique « Kung Fu Panda 4 offre assez de divertissement tape-à-l'œil pour plaire aux jeunes fans de la franchise, bien que la série semble commencer à être en perte de vitesse. » Sur le site Metacritic le film obtient une note moyenne pondérée de 54 sur 100, sur la base de 33 critiques collectées.
En France, le site Allociné propose une moyenne de 2,9⁄5 à partir de l'interprétation de 20 critiques de presse.

### Box-office
| Pays ou région     | Box-office        | Date d'arrêt du box-office | Nombre de semaines |
| ------------------ | ----------------- | -------------------------- | ------------------ |
| France             | 2 395 786 entrées | -                          | -                  |
| États-Unis, Canada | 193 590 620 $     | 6 juin 2024                | 13                 |
| Total mondial      | 354 098 872 $     | -                          | -                  |